# Gusińskie osiedle wiejskie
Gusińskie osiedle wiejskie (ros. Гусинское сельское поселение) – jednostka administracyjna (osiedle wiejskie) wchodząca w skład rejonu krasninskiego w оbwodzie smoleńskim w Rosji.
Centrum administracyjnym osiedla wiejskiego jest wieś (ros. деревня, trb. dieriewnia) Gusino.

## Geografia
Powierzchnia osiedla wiejskiego wynosi 289,1 km², a jego głównymi rzekami są Bieriezina i Dniepr. Przez terytorium osiedla przechodzi droga federalna R135 (Smoleńsk – Krasnyj – Gusino) i droga magistralna M1 «Białoruś» oraz linia kolejowa Moskwa – Mińsk (stacja Gusino i przystanek 471 km).

## Historia
Jednostka powstało na mocy uchwały obwodu smoleńskiego z 1 grudnia 2004 r., a uchwałą z dnia 25 maja 2017 roku w jego skład weszły wszystkie miejscowości osiedla Krasnowskoje.

## Demografia
W 2020 roku osiedle wiejskie zamieszkiwało 4076 mieszkańców.

## Miejscowości
W skład jednostki administracyjnej wchodzą 43 miejscowości, w tym wieś (ros. село, trb. sieło) (Gusino) i 42 dieriewnie (Babiniczi, Bielei, Bieriezino, Boduny, Bowszewo, Buda, Chłystowka, Czernysz, Dubrowka, Gierasimienki, Gusino, Jermaki, Kisieli, Klimienki, Komissarowo, Kosztuny, Krasnaja Gorka, Krasnoje, Kurgan, Lipowo, Łonnica, Łuczkowo, Miganowo, Nitiaży, Olsza, Orłowiczi, Paruli, Pierchowskoje Lesniczestwo, Pridnieprowje, Prochladnoje, Ptuszki, Rudaki, Siedniewka, Skworcy, Starinienki, Szaszuki, Szerowiczi, Urali, Warieczki, Wyżymaki, Ziuźki, Żwanienki).